# Pnina Tamano-Shata
Pnina Tamano-Shata (hébreu : פנינה תמנו-שטה), née le 1er novembre 1981 à Wuzaba en Éthiopie, est une avocate, journaliste et femme politique israélienne. 
Membre du parti politique Yesh Atid (jusqu'au 2019) et Hosen L'Yisrael (depuis 2019), elle est députée à la Knesset de 2013 à 2015 et de nouveau en 2018. En 2020, elle devient la première ministre du gouvernement d'Israël d'origine éthiopienne, ministre de l'Immigration et de l'Intégration pour la coalition sioniste libérale Kakhol lavan.

## Biographie

### Enfance et débuts
Appartenant à la communauté des Juifs éthiopiens, Pnina Tamano-Shata effectue son émigration vers Israël à l'âge de trois ans,. Elle étudie le droit à Ono Academic College (en) et devient vice-présidente de l'Association nationale des étudiants éthiopiens. De 2007 à 2012, elle travaille comme journaliste pour Channel 1.

### Carrière
En décembre 2013, le Magen David Adom, l'équivalent israélien de la Croix-Rouge, refuse le don de sang de Pnina Tamano-Shata, ce qui crée une polémique.

#### Députée
En 14e position sur la liste du parti Yesh Atid pour les élections législatives de 2013, elle est élue députée puisque sa liste remporte 19 sièges. Elle est alors la première femme née en Éthiopie et beta Israël à siéger à la Knesset.
Placée en 13e position sur la liste de son parti pour les élections législatives anticipées de mars 2015, elle n'est pas réélue puisque son parti ne remporte que 11 sièges. En février 2018, elle redevient députée en remplaçant Yaakov Peri, démissionnaire. Elle est de nouveau élue en avril 2019, puis réélue le 17 septembre 2019 et le 2 mars 2020.
Le 29 mars 2020, elle rejoint le parti Hosen L'Yisrael de Benny Gantz.

#### Ministre
Le 1er mai 2020, elle est nommée ministre de l'Immigration et de l'Intégration.